# Гумны (платформа)
Гумны — железнодорожная платформа в городе Старый Оскол, Белгородской области. Находится на улице Матросова. Обслуживает пригородные поезда «Старый Оскол-Ржава».